# The Beginning of Infinity
The Beginning of Infinity: Explanations that Transform the World (O Começo do Infinito em português) é um livro de ciência popular do físico David Deutsch publicado pela primeira vez em 2011.   

## Sinopse
Deutsch vê o Iluminismo do século 18 como próximo ao início de uma sequência infinita de criação de conhecimento intencional. O conhecimento aqui consiste em informações com boa função explicativa que se mostraram resistentes à falsificação. Qualquer processo real é fisicamente possível de ser executado, desde que o conhecimento para fazê-lo tenha sido adquirido. O Iluminismo criou as condições para a criação do conhecimento que rompeu as sociedades estáticas que existiam anteriormente. Essas condições são a valorização da criatividade e o debate livre e aberto que expõe ideias à crítica para revelar aquelas boas ideias explicativas que naturalmente resistem a ser falsificadas por terem base na realidade. Deutsch aponta para momentos anteriores da história, como a Florença renascentista e a Academia de Platão na Atenas da Idade de Ouro, onde esse processo quase começou antes de sucumbir à resistência à mudança de suas sociedades estáticas.

## Recepção
David Albert, um professor de filosofia da Universidade de Columbia, descreveu o livro em uma resenha do New York Times como "brilhante e estimulante", mas apresentando, em vez de um "sistema de ideias compacto, grandioso e cumulativo", uma "conversa grande, ampla, erudita e sinuosa".  Ele também afirma que Deutsch não apresenta "uma hipótese científica viva", mas um "humor informado por uma reflexão profunda e imaginativa sobre a melhor e mais avançada ciência que temos".
Doug Johnstone escreve no The Independent que o "exame de Deutsch da teoria do multiverso da física quântica é ótimo. Mas quando ele tenta aplicar suas ideias à estética, criatividade cultural e filosofia moral, ele parece estar em um terreno mais instável e, como resultado, é menos confiável". 
A crítica do The Economist diz que The Beginning of Infinity é "tão ousado" quanto o livro anterior de Deutsch, A Essência da Realidade, e "suas conclusões são igualmente profundas. O Sr. Deutsch argumenta que explicações decentes informam a filosofia moral, a filosofia política e até mesmo a estética. Ele é provocador e persuasivo." 